# Román Hernández Onna
Román Hernández Onna (Santiago de Cuba, 23 de noviembre de 1949-La Habana; 1 de junio de 2021) fue un Gran Maestro Internacional de ajedrez cubano.
Obtuvo el título de Maestro Internacional en 1975 y el de Gran Maestro en 1978. 

## Palmarés y participaciones destacadas
Hernández Onna ganó el Campeonato de Cuba de ajedrez de 1981-1982, celebrado en Sagua la Grande.
A su vez, representó a su país en ocho Olimpíadas de ajedrez en 1970, 1972, 1978, 1980, 1982, 1984, 1988 y 1990.